# Peter Cincotti (album)
Pour l'auteur, voir Peter Cincotti.
Albums de Peter Cincotti
On the Moon
(2003)
Peter Cincotti, sorti en 2003, est le premier album de l'auteur-compositeur-interprète Peter Cincotti. Il a été réédité en 2004 sous le nom de «I Changed the Rules» et contient le titre bonus «Sal's Blues».

## Morceaux
1. I Changed the Rules - 5:14
2. Comes Love - 4:18
3. Are You the One ? - 3:55
4. Sway - 4:12
5. Miss Brown - 4:17
6. Lovers, Secrets, Lies - 3:46
7. The Fool on the Hill/Nature Boy - 3:47
8. Ain't Misbehavin' - 3:43
9. Come Live Your Life With Me (The Godfather Waltz) - 4:46
10. Spinning Wheel - 3:10
11. You Stepped Out of a Dream - 3:18
12. Rainbow Connection - 4:01
13. Sal's Blues - 3:51 (Titre présent sur certaines éditions)
14. Over The Rainbow - 3:32 (Titre bonus de l'édition Japonaise)